# Cassagnes (Pirineos Orientales)
Cassagnes en francés y oficialmente, Cassanhas en occitano, es una  localidad y comuna francesa, situada en el departamento de Pirineos Orientales, región de Occitania e histórica de Fenolleda, en una zona tradicionalmente vinícola.
Sus habitantes reciben el gentilicio de Cassagnols en francés.

## Geografía

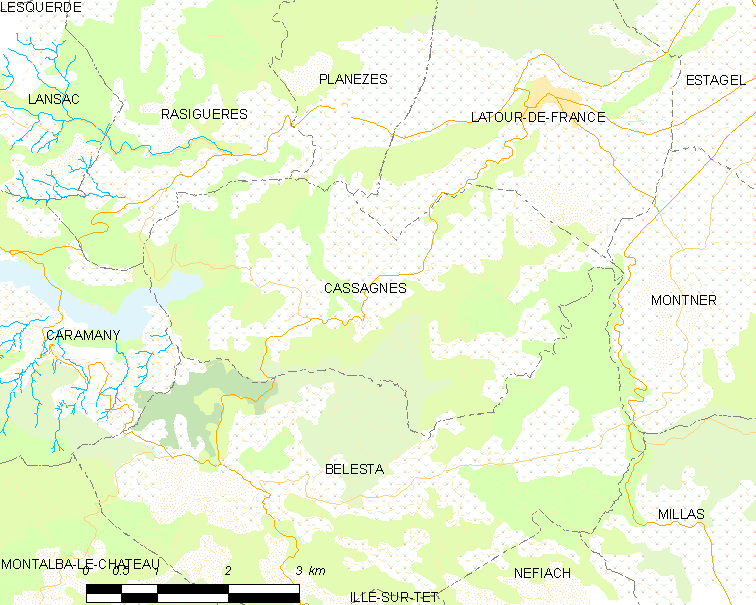
Situación de Cassagnes

## Demografía
| 246 | 267 | 203 | 188 | 179 | 199 |
| Para los censos de 1962 a 1999 la población legal corresponde a la población sin duplicidades (Fuente: INSEE [Consultar]) |     |     |     |     |     |